# Смолскис, Юргис
Юргис Смолскис (лит. Jurgis Smolskis-Smalstys, рус. Юрий Осипович Смольский, фр. Georges Smolski; 3 мая 1881, Камаяй — 6 июля 1919, Пакрянис) — литовский писатель и социалист, ведший активную деятельность в районе Рокишкиса (нынешняя Литва, а в его время часть Российской империи).
Будучи гимназистом в Риге и студентом, изучавшим юриспруденцию в Санкт-Петербургском университете, Смолскис стал активистом Литовского национального пробуждения и начал публиковать свои стихи и статьи в литовских периодических изданиях, в том числе в «Ūkininkas» и «Tėvynės sargas». Он также присоединился к любительской театральной труппе из своего родного Камаяя и выступал в Гриве, Субате, Паневежисе и Рокишкисе. Смолскис вступил в Литовскую социал-демократическую партию (ЛСДП) и был делегатом на Великом Вильнюсском сейме. Он был активным организатором антиимператорских выступлений в Рокишкском районе во время Революции 1905—1907 годов в России. В отместку за это русские солдаты выстрелили четырьмя пушечными ядрами в дом его родителей в Камаяе. Смолскис бежал в Швейцарию, но вскоре вернулся в Литву и продолжил работать с ЛСДП в Вильнюсе. Его разыскала полиция, и он решил скрыться в Крыму. Смолскис был арестован в Симферополе, но сумел бежать летом 1907 года. Он недолго жил в Австро-Венгрии, Италии и Швейцарии, прежде чем начал учиться в Новом университете Брюсселя в 1910 году. После его окончания в конце 1913 года Смолскис вернулся в Российскую империю, где вновь занялся социалистической деятельностью. Он был вновь арестован и заключён в тюрьму в мае 1916 года, но был освобождён после Февральской революции. Смолскис вступил в Российскую социал-демократическая рабочая партию (партию большевиков) и участвовал в Петроградском сейме в июне 1917 года.
В июне 1918 года, после заключения Брестского мира, Смолскис вернулся на родину и был избран председателем местного комитета Рокишкиса, но вскоре этот район был захвачен силами Литовской Советской Республики во главе с Винцасом Мицкявичюсом-Капсукасом. Когда 31 мая 1919 года литовские войска во главе с полковником Винцасом Григалюнасом-Гловацкисом захватили Рокишкис, Смольскис был арестован, предан военному суду и приговорён к шести годам каторжных работ. Он был застрелен Петрасом Валасинавичюсом во время перевода в Обяляй якобы за то, что пытался бежать. Его смерть вызвала скандал в Литве, и его вдова подала в суд в 1922 году. Суд признал Валасинавичюса виновным и приговорил его к восьми годам каторжных работ, но тот не отбыл полного срока наказания, так как получил помилование от президента страны.

## Биография

### Ранняя биография
Смолскис был одним из 13 детей и старшим из пяти доживших до сознательного возраста братьев и сестёр в крестьянской семье из Камаяя, тогда входившего в состав Российской империи. Его литовская фамилия была Смалстис, но из-за политики полонизации она была отмечена как Смолскис в записях о его рождении. Его дядя жил в Риге, что позволило ему учиться в местной гимназии. Там Смолскис познакомился с литовскими периодическими изданиями, которые в то время были запрещены в Российской империи. Родители хотели, чтобы он стал католическим священником, а когда он отказался, ему пришлось зарабатывать на жизнь репетиторством. Смолскис изучал юриспруденцию в Санкт-Петербургском университете с 1900 по 1905 год. В 1900 году были опубликованы первые его стихи: в газетах «Ūkininkas» и «Tėvynės sargas». Позднее Смолскис писал статьи с новостями и событиями из жизни своего родного Камаяя. В декабре 1903 года он направил Йонасу Басанавичюсу письмо, касающееся собрания образцов литовского фольклора. Смолскис также активно участвовал в деятельности любительского литовского театра. Он организовал несколько нелегальных театральных представлений, сопровождавшихся лекциями и поэтическими чтениями в деревнях близ Камаяя. Поскольку правительственные разрешения на представления было легче получить в Курляндской губернии, Смолскис организовал уже легальное исполнение комедий «Америка в бане» Кетуракиса и «Невозможный узел» Петраса Пундзявичюса-Петлюкаса в Гриве в декабре 1904 года. В 1905 году труппа легально выступала в Субате, Паневежисе (дважды), Рокишкисе и Камаяе. В июле 1905 года Смолскис отказал во входе на спектакль уряднику, который не приобрёл билет, и прогнал его с группой людей. За это его приговорили к шести неделям тюрьмы в Зарасае.